# Кулоден (Џорџија)
Кулоден (Џорџија) (енгл. Culloden) град је у америчкој савезној држави Џорџија. По попису становништва из 2010. у њему је живело 175 становника.

## Демографија
Према попису становништва из 2010. у граду је живело 175 становника, што је 48 (21,5%) становника мање него 2000. године.
| Група             | 2000.       | 2010.       |
| Белци             | 64 (28,7%)  | 73 (41,7%)  |
| Афроамериканци    | 158 (70,9%) | 101 (57,7%) |
| Азијати           | 0 (0,0%)    | 0 (0,0%)    |
| Хиспаноамериканци | 1 (0,4%)    | 1 (0,6%)    |
| Укупно            | 223         | 175         |